# سایبورگ ۲
«سایبورگ ۲» (انگلیسی: Cyborg 2) فیلمی در ژانر اکشن و علمی–تخیلی به کارگردانی مایکل شرودر است که در سال ۱۹۹۳ منتشر شد. از بازیگران آن می‌توان به الیاس کوتیاس، آنجلینا جولی، جک پالانس، و آلن گارفیلد اشاره کرد.